# Copa Mundial de Hockey Femenino de 1974
La I Copa Mundial de Hockey Femenino se celebró en Mandelieu (Francia) entre el 17 y el 24 de marzo de 1974 bajo la organización de la Federación Internacional de Hockey (FIH) y la Federación Francesa de Hockey. Compitieron en el campeonato 10 selecciones nacionales afiliadas a la FIH por el título mundial.
El equipo de los Países Bajos conquistó el título mundial al vencer en la final al equipo de Argentina con un marcador de 1-0. El conjunto de la RFA ganó la medalla de bronce en el partido por el tercer puesto contra el equipo de India.

## Grupos
| Grupo A      | Grupo B   |
| ------------ | --------- |
| India        | RFA       |
| Países Bajos | Argentina |
| Bélgica      | Francia   |
| España       | Austria   |
| México       | Suiza     |

## Primera fase
Los primeros dos de cada grupo disputaron las semifinales. El resto disputaron los correspondientes partidos de clasificación final.

### Grupo A
| Equipo       | J | G | E | P | GF | GC | DG  | PTS |
| ------------ | - | - | - | - | -- | -- | --- | --- |
| India        | 4 | 3 | 0 | 1 | 8  | 3  | +5  | 6   |
| Países Bajos | 4 | 3 | 0 | 1 | 5  | 1  | +4  | 6   |
| Bélgica      | 4 | 2 | 1 | 1 | 5  | 2  | +3  | 5   |
| España       | 4 | 1 | 1 | 2 | 6  | 6  | 0   | 3   |
| México       | 4 | 0 | 0 | 4 | 1  | 13 | -12 | 0   |

- Resultados

| Fecha | Partido      | Partido | Partido      | Resultado |
| ----- | ------------ | ------- | ------------ | --------- |
| 17.03 | Países Bajos | -       | España       | 2-0       |
| 17.03 | Bélgica      | -       | India        | 2-0       |
| 18.03 | Países Bajos | -       | Bélgica      | 1-0       |
| 18.03 | India        | -       | México       | 3-0       |
| 19.03 | Bélgica      | -       | México       | 2-1       |
| 19.03 | India        | -       | España       | 4-1       |
| 20.03 | Bélgica      | -       | España       | 0-0       |
| 20.03 | Países Bajos | -       | España       | 2-0       |
| 21.03 | España       | -       | México       | 3-0       |
| 21.03 | India        | -       | Países Bajos | 1-0       |

### Grupo B
| Equipo    | J | G | E | P | GF | GC | DG  | PTS |
| --------- | - | - | - | - | -- | -- | --- | --- |
| RFA       | 4 | 4 | 0 | 0 | 16 | 3  | +13 | 8   |
| Argentina | 4 | 3 | 0 | 1 | 19 | 4  | +15 | 6   |
| Francia   | 4 | 2 | 0 | 2 | 7  | 5  | +2  | 4   |
| Austria   | 4 | 1 | 0 | 3 | 2  | 15 | -13 | 2   |
| Suiza     | 4 | 0 | 0 | 4 | 2  | 19 | -17 | 0   |

- Resultados

| Fecha | Partido   | Partido | Partido   | Resultado |
| ----- | --------- | ------- | --------- | --------- |
| 17.03 | Francia   | -       | Suiza     | 3-1       |
| 17.03 | RFA       | -       | Argentina | 4-2       |
| 18.03 | Austria   | -       | Suiza     | 2-0       |
| 18.03 | Argentina | -       | Francia   | 3-0       |
| 19.03 | Francia   | -       | Austria   | 4-0       |
| 19.03 | RFA       | -       | Suiza     | 6-1       |
| 20.03 | Argentina | -       | Austria   | 6-0       |
| 20.03 | RFA       | -       | Francia   | 1-0       |
| 21.03 | Argentina | -       | Suiza     | 8-0       |
| 21.03 | RFA       | -       | Austria   | 5-0       |

## Fase final
|  | Semifinales  | Semifinales |   |     | Final        | Final |  |
|  |              |             |   |     |              |       |  |
|  |              |             |   |     |              |       |  |
|  |              |             |   |     |              |       |  |
|  | Países Bajos | 1           |   |     |              |       |  |
|  | RFA          | 0           |   |     |              |       |  |
|  |              |             |   |     |              |       |  |
|  |              |             |   |     |              |       |  |
|  |              |             |   |     | Países Bajos | 1     |  |
|  |              | Argentina   | 0 |     |              |       |  |
|  |              |             |   |     |              |       |  |
|  |              |             |   |     |              |       |  |
|  |              |             |   |     | Tercer lugar |       |  |
|  |              |             |   |     |              |       |  |
|  | India        | 0           |   | RFA | 2            |       |  |
|  | Argentina    | 1           |   |     | India        | 0     |  |

### Semifinales
| Fecha | Partido      | Partido | Partido   | Resultado |
| ----- | ------------ | ------- | --------- | --------- |
| 23.03 | India        | -       | Argentina | 0-1       |
| 23.03 | Países Bajos | -       | RFA       | 1-0       |

### Tercer lugar
| Fecha | Partido | Partido | Partido | Resultado |
| ----- | ------- | ------- | ------- | --------- |
| 24.03 | RFA     | -       | India   | 2-0       |

### Final
| Fecha | Partido      | Partido | Partido   | Resultado |
| ----- | ------------ | ------- | --------- | --------- |
| 24.03 | Países Bajos | -       | Argentina | 1-0       |

## Medallero
|              |           |                     |
| Países Bajos | Argentina | Alemania Occidental |

## Clasificación general
| 1. Países Bajos |
| 2. Argentina    |
| 3. RFA          |
| 4. India        |
| 5. Bélgica      |
| 6. España       |
| 7. Francia      |
| 8. Austria      |
| 9. Suiza        |
| 10. México      |